# Herbert Dingle
Herbert Dingle, född den 2 augusti 1890 i London, död den 4 september 1978 i Kingston upon Hull, var en brittisk astrofysiker och vetenskapsfilosof, som verkade som president för Royal Astronomical Society i Burlington House från 1951 till 1953. Han är mest känd för sin opposition mot Albert Einsteins speciella relativitetsteorin och den utdragna kontrovers som denna framkallade, utan att han fick gehör för sin möjligen berättigade kritik.

## Biografiskt urval
Dingle valdes in som Fellow of the Royal Astronomical Society 1922. Han deltog i de brittiska förmörkelseexpeditionerna 1927 (Colwyn Bay) och 1932 (Montreal), som inte någon lyckades göra några observationer till följd av molntäckt himmel. Han tillbringade 1932 vid California Institute of Technology som Rockefeller Foundation Scholar. Där träffade han den teoretiske kosmologen Richard Tolman och kom att under denne studera relativistisk kosmologi.
Dingle blev professor i naturfilosofi vid Imperial College London 1938 och var professor i History and Philosophy of Science vid University College London från 1946 till sin pensionering 1955. Han var en av grundarna av det Brittiska sällskapet för vetenskapshistoria och höll posten som dess President från 1955 till 1957. Han grundade även vad som senare skulle bli ”British Society for the Philosophy of Science” liksom dess tidskrift, British Journal for The Philosophy of Science.

## Kontroverser
Dingle initierade och deltog i två skilda mycket publika och polemiska dispyter, den första på 1930-talet om några andra forskares brist på vetenskaplig metod och den andra på 1950-talet om den speciella relativitetsteorins otillräcklighet från olika utgångspunkter. Dingle menade att denna var logiskt inkonsistent och förfäktade att  Lorentztransformationens välkända reciprocitet är självklart omöjlig i motsats till den formulering som Woldemar Voigt tidigare kommit fram till.